# Privilegi de Pere III del port de Tarragona

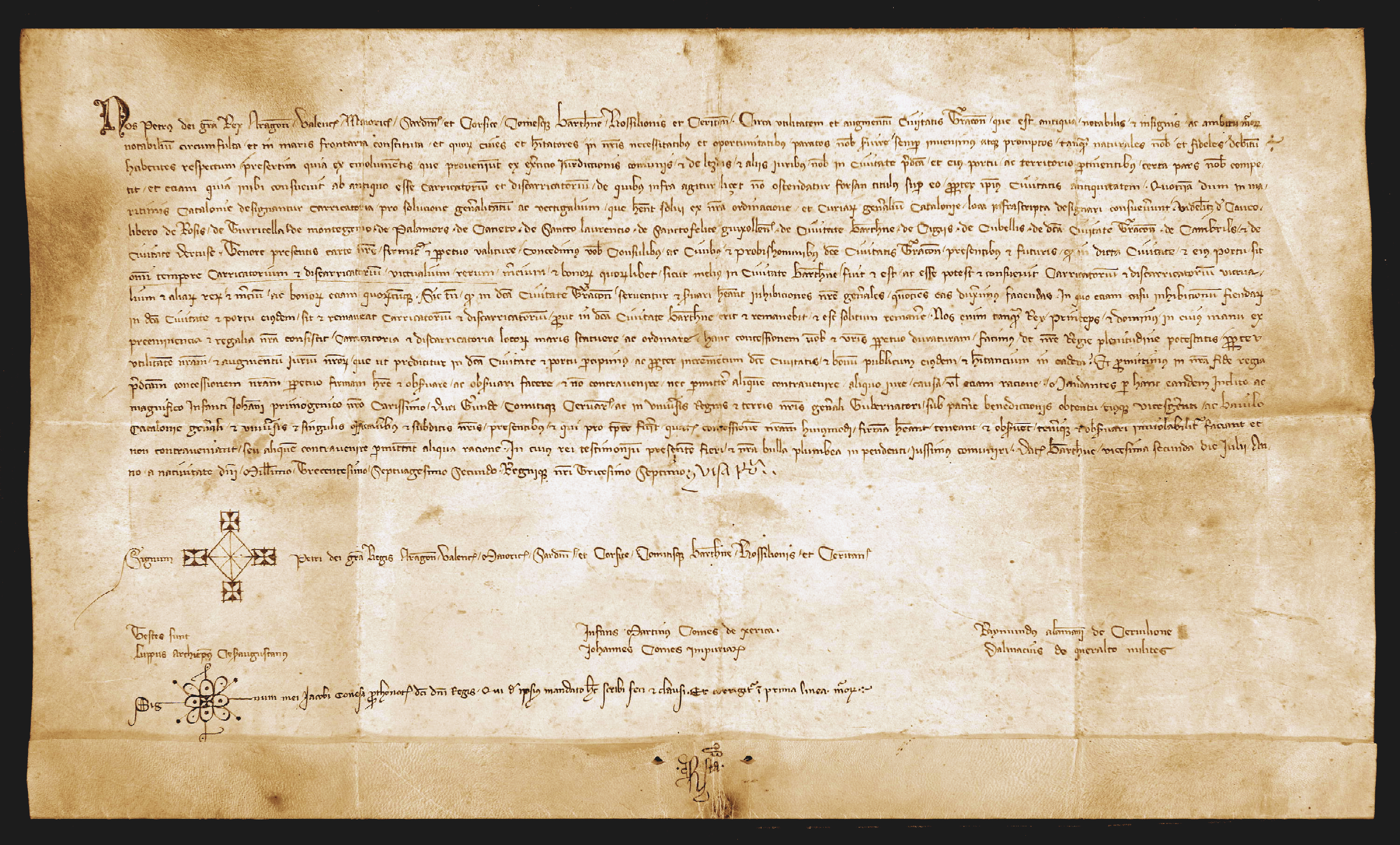
Privilegi de Pere III, el Cerimoniós, en què concedeix perpètuament a Tarragona i altres municipis de poder carregar i descarregar lliurement.

El Privilegi de Pere III del port de Tarragona és un pergamí amb butlla de plom corresponent a un privilegi que Pere III el Cerimoniós va concedir al Port de Tarragona el 22 de juliol de 1372.

## Contingut
El document donava permís a perpetuïtat als cònsols, ciutadans i prohoms de Tarragona -qualificada com a ciutat antiga, notable i insigne, protegida al seu voltant amb notables muralles- que es pugui carregar i descarregar vitualles, mercaderies i béns de qualsevol classe al seu port -un dels carregadors autoritzats per al cobrament de les generalitats o drets del General i lleudes, junt amb Cotlliure, Roses, Torroella de Montgrí, Palamós, Canet [de Rosselló?], Sant Llorenç [de la Salanca?], Sant Feliu de Guíxols, Barcelona, Sitges, Cubelles, Cambrils i Tortosa-, com a Barcelona. Amb la signatura del monarca, fou redactat pel seu protonotari, Jaume Conesa.

## Conservació
L'Arxiu Històric de Tarragona custodia prop de 2.100 pergamins, datats entre 1056 i 1783, pertanyents a diferents tipus de fons i procedències: Ajuntament de Tarragona, Comtes de Santa Coloma, famílies Castellarnau i Moragas, Cartoixa d'Escaladei, Tardajos (Burgos), Companyia d'Aragó, amb el subfons de la Quadra de Su (Riner, Solsonès), Cruïlles, Olvan (Berguedà)... Quant a la col·lecció del fons municipal de Tarragona, consta de 653 exemplars, d'entre 1214 i 1708 -amb trasllats de documents anteriors, a partir de 1091-, 72 dels quals segellats -a més de 4 segells de cera vermella solts-, relatius a les principals qüestions que afectaven la ciutat i el seu govern: franqueses, jurisdicció, assistència a corts, el terme i el Territori de Tarragona, els Mangons, les imposicions, el vi, les muralles, la fira, les aigües, els molins, la presó, l'escola, el pes de la farina, l'elecció de càrrecs locals… Hi distingim privilegis, butlles papals, concessions d'imposicions, absolucions de penes, nomenaments de veguers, establiments, salvaguardes, sentències, vendes i lluicions de censals, trasllats de capítols de cort..., entre 519 originals i trasllats, tan necessaris per raó dels nombrosos plets.